# Benmoxin
Benmoxin (tên thương mại Neuralex, Nerusil), còn được gọi là mebamoxine, là một chất ức chế monoamin oxydase không thể đảo ngược và không chọn lọc (MAOI) của lớp hydrazine. Nó được tổng hợp vào năm 1967 và sau đó được sử dụng làm thuốc chống trầm cảm ở châu Âu, nhưng hiện không còn được bán trên thị trường.